# Mank (phim)
Mank là phim điện ảnh chính kịch tiểu sử đen trắng của Mỹ năm 2020 về nhà biên kịch Herman J. Mankiewicz và quá trình ông phát triển kịch bản của tác phẩm Citizen Kane (1941). Phim do David Fincher đạo diễn, dựa trên phần kịch bản do người cha quá cố Jack Fincher của ông thực hiện, với Ceán Chaffin, Douglas Urbanski và Eric Roth giữ vai trò sản xuất. Phim có sự tham gia diễn xuất của Gary Oldman trong vai Herman J. Mankiewicz, cùng với Amanda Seyfried, Lily Collins, Arliss Howard, Tom Pelphrey, Sam Troughton, Ferdinand Kingsley, Tuppence Middleton, Tom Burke, Joseph Cross, Jamie McShane, Toby Leonard Moore, Monika Gossman và Charles Dance.
Jack Fincher viết kịch bản cho phim từ những năm 1990, và David dự kiến thực hiện tác phẩm này ngay sau khi hoàn thành dự án The Game (1997), với Kevin Spacey và Jodie Foster thủ hai vai chính. Tuy nhiên, tác phẩm chưa bao giờ được thực hiện và Jack Fincher qua đời vào năm 2003. Cuối cùng, dự án được chính thức công bố vào tháng 7 năm 2019 với công tác ghi hình được thực hiện tại Los Angeles từ tháng 11 năm 2019 đến tháng 2 năm 2020. Để bày tỏ lời tri ân tới những phim điện ảnh ra mắt từ thập niên 1930, Mank đã được ghi hình dưới định dạng đen trắng bằng máy quay RED.
Mank được công chiếu giới hạn tại một số rạp chiếu chọn lọc vào ngày 13 tháng 11 năm 2020 và được phát hành trực tuyến trên nền tảng Netflix vào ngày 4 tháng 12. Tác phẩm nhận được nhiều đánh giá tích cực từ giới chuyên môn, với nhiều lời khen ngợi cho phần chỉ đạo đạo diễn của Fincher, cũng như phần diễn xuất (đặc biệt là của Oldman và Seyfried), quay phim, sản xuất và âm nhạc. Mank đã giành được 10 đề cử tại Giải Oscar lần thứ 93, bao gồm Phim hay nhất, Nam diễn viên chính xuất sắc nhất cho Oldman và Nữ diễn viên phụ xuất sắc nhất cho Seyfried, và giành chiến thắng tại hai hạng mục Thiết kế sản xuất xuất sắc nhất và Quay phim xuất sắc nhất. Phim cũng nhận được sáu đề cử tại Giải Quả cầu vàng lần thứ 78, trong đó có Phim chính kịch hay nhất.

## Nội dung
Năm 1940, Orson Welles được RKO trao quyền tự do sáng tạo hoàn toàn cho dự án tiếp theo của mình. Với phần kịch bản, Welles tuyển dụng Herman J. Mankiewicz, người hiện đang ở Victorville, California và đang phục hồi chấn thương chân sau khi gặp tai nạn xe hơi. Herman đọc phần kịch bản cho thư ký của mình là Rita Alexander chép lại; cô cũng là người nhận thấy những điểm tương đồng giữa nhân vật chính trong kịch bản và William Randolph Hearst. Nhà sản xuất John Houseman lo ngại rằng kịch bản của Herman sẽ bị phức tạp và phi tuyến tính, trong khi em trai của Herman là Joseph lại lo lắng rằng nó có thể chọc giận một người quyền lực như Hearst.
Năm 1930, Herman đến thăm một phim trường của MGM, nơi anh và Marion Davies gặp nhau. Cô giới thiệu anh với Hearst, ân nhân và cũng là người tình của cô. Năm 1933, Herman và cô vợ Sara tham dự bữa tiệc sinh nhật của Louis B. Mayer tại Lâu đài Hearst với nhiều đại gia Hollywood. Họ thảo luận về sự trỗi dậy của Đức Quốc Xã và cuộc bầu cử thống đốc bang sắp tới, đặc biệt là ứng cử viên Upton Sinclair. Herman và Marion đi dạo, họ tâm sự với nhau các vấn đề về chính trị và ngành công nghiệp điện ảnh.
Năm 1940, Houseman trở nên mất kiên nhẫn trước sự thiếu tiến triển trong kịch bản của Herman. Rita cũng lo lắng khi thời gian viết kịch bản có hạn, cũng như chứng nghiện rượu của Herman. Tuy nhiên, Herman vẫn hoàn thành kịch bản đúng tiến độ. Houseman rất ấn tượng nhưng nhắc nhở Herman rằng anh sẽ không được đề tên cho vai trò biên kịch của mình.
Năm 1934, Herman và Joseph bắt đầu làm việc tại MGM dưới quyền của Mayer. Các giám đốc điều hành của hãng phim, bao gồm Irving Thalberg, tích cực làm việc chống lại chiến dịch bầu cử thống đốc bang của Sinclair. Hãng đã sản xuất một bộ phim tuyên truyền cho một chiến dịch bôi nhọ do Hearst tài trợ nhằm chống lại Sinclair. Herman tiếp cận Marion để loại bỏ các bộ phim này nhưng không thành công vì cô đã rời hãng phim để làm việc cho Warner Bros. Herman và Sara sau đó tham dự một bữa tiệc đêm bầu cử tại hộp đêm Trocadero, nơi Mayer công bố người chiến thắng là Frank Merriam. Đồng nghiệp của Herman là đạo diễn Shelly Metcalf sau đó đã tự sát bằng súng sau khi được chẩn đoán mắc bệnh Parkinson cũng như do những mặc cảm tội lỗi về vai trò của mình trong chiến dịch bôi nhọ, bất chấp việc cá nhân ủng hộ Sinclair. Năm 1937, trong tình trạng say rượu, Herman đã phá hoại một bữa tiệc tại Lâu đài Hearst khi trình bày ý tưởng cho bộ phim mà ông sẽ biên kịch sau này vào năm 1940; điều này xúc phạm tất cả những người có mặt tại bữa tiệc, bao gồm Hearst, Mayer và Marion. Mayer tức giận tiết lộ rằng Herman đang thuộc biên chế của Hearst và gọi anh gã hề, trong khi đó Hearst kể cho anh một câu chuyện ngụ ngôn và đuổi anh ra ngoài cửa.
Năm 1940, Charles Lederer chọn kịch bản của Herman để giao cho hãng phim. Joseph đến thăm Herman sau khi đọc kịch bản, cảnh báo anh trai về phản ứng của Hearst và ảnh hưởng của nó đến Marion. Tuy nhiên, Joseph vẫn tin rằng đó là kịch bản xuất sắc nhất mà Herman từng viết. Marion cũng đến thăm và cố gắng hết sức để thuyết phục Herman thay đổi kịch bản nhưng vô ích. Cô nói với Herman rằng cô sẽ cố gắng ngăn chặn việc thực hiện bộ phim. Bất chấp áp lực từ Hearst, Welles vẫn quyết tâm thực hiện bộ phim và dự định tự biên kịch lại phần kịch bản lại mà không có sự trợ giúp Herman. Anh đến thăm Herman và Herman yêu cầu được đề tên cho phần kịch bản vì đây là tác phẩm vĩ đại nhất mà anh thực hiện. Welles bực bội và giận dữ bỏ đi. Herman cuối cùng cũng nhận được đề tên chung với Welles, và cả hai giành được giải Oscar cho Kịch bản gốc xuất sắc nhất cho bộ phim Citizen Kane hai năm sau đó.

## Diễn viên
- Gary Oldman vai Herman J. Mankiewicz
- Amanda Seyfried vai Marion Davies
- Lily Collins vai Rita Alexander[6]
- Arliss Howard vai Louis B. Mayer
- Tom Pelphrey vai Joseph L. Mankiewicz
- Charles Dance vai William Randolph Hearst
- Sam Troughton vai John Houseman
- Ferdinand Kingsley vai Irving Thalberg
- Tuppence Middleton vai Sara Mankiewicz
- Tom Burke vai Orson Welles
- Joseph Cross vai Charles Lederer
- Jamie McShane vai Shelly Metcalf[7]
- Toby Leonard Moore vai David O. Selznick
- Monika Gossmann vai Fräulein Frieda
- Leven Rambin vai Eve Metcalf
- Bill Nye vai Upton Sinclair
- Jeff Harms vai Ben Hecht
- Craig Robert Young vai Charlie Chaplin

Nhiều biểu tượng Hollywood khác cũng được thể hiện trong tác phẩm, bao gồm George S. Kaufman, Greta Garbo, Josef von Sternberg, Norma Shearer, Eleanor Boardman, Joan Crawford, Geraldine Fitzgerald, Billie Dove, Rexford Tugwell, Bette Davis, Clark Gable, Charles MacArthur, Darryl F. Zanuck, S. J. Perelman, Carole Lombard và Eddie Cantor.

## Sản xuất

### Phát triển
Dự án Mank chính thức được công bố vào tháng 7 năm 2019, khi David Fincher xác nhận ông sẽ đảm nhiệm vai trò đạo diễn của bộ phim, với Gary Oldman sẽ vào vai chính. Kịch bản được viết bởi cha của Fincher, Jack Fincher, trước khi ông qua đời vào năm 2003. Ban đầu Mank được dự kiến thực hiện ngay sau khi The Game (1997) ra mắt, với Kevin Spacey và Jodie Foster đảm nhiệm hai vai diễn chính. Tuy nhiên tác phẩm chưa bao giờ được thực hiện tại thời điểm đó do Fincher nhất quyết muốn quay phim dưới định dạng đen trắng. Các diễn viên bổ sung được công bố vào tháng 10 năm 2019, bao gồm Amanda Seyfried, Lily Collins, Tuppence Middleton, Arliss Howard và Charles Dance. Fincher tái hợp với nhiều cộng sự làm phim quen thuộc của ông, bao gồm nhà thiết kế sản xuất Donald Graham Burt, nhà dựng phim Kirk Baxter và hai nhà soạn nhạc Trent Reznor và Atticus Ross. Fincher cũng lựa chọn nhà quay phim Erik Messerschmidt, người ông từng cộng tác trong phim truyền hình Kẻ săn suy nghĩ của Netflix.
Bản nháp ban đầu dài 120 trang của phần kịch bản cho thấy Jack Fincher đã theo sát một tuyên bố của Pauline Kael trong bài báo "Raising Kane" của bà trên tờ The New Yorker năm 1971 rằng Welles không xứng đáng khi được ghi danh với vai trò biên kịch. Bài báo đã bị nhiều nhà phê bình chỉ trích, trong đó có người bạn kiêm nhà làm phim đồng nghiệp của Welles là Peter Bogdanovich. Bogdanovich phản bác lại những luận điểm của Kael trong "The Kane Mutiny", một bài báo đăng trên tạp chí Esquire vào tháng 10 năm 1972. Lập luận của bà cũng bị bác bỏ bởi một số học giả điện ảnh trong suốt nhiều năm, trong đó có nghiên cứu "The Scripts of Citizen Kane" của Robert L. Carringer. Nhà sản xuất Eric Roth của Mank producer Eric Roth đã tân trang lại kịch bản này trước quá trình ghi hình vì David Fincher cảm thấy những bản thảo ban đầu mang nội dung chống lại Welles quá nặng. Khi được hỏi về những tranh cãi xung quanh quyền tác giả, Fincher cho biết bộ phim của ông không nhằm mục đích giải quyết các vấn đề sẵn có: "Tôi không quan tâm đến việc thực hiện một bộ phim làm trọng tài cho vấn đề ghi danh [tác quyền]. Tôi quan tâm đến việc làm phim về một người đàn ông chấp nhận việc không được đề tên [cho tác phẩm của mình]. Và cũng chính người này sau đó đã thay đổi quyết định ấy. Điều đó thật thú vị đối với tôi."

### Quay phim
Mank bắt đầu bấm máy vào ngày 1 tháng 11 năm 2019 tại Los Angeles. Tác phẩm cũng được ghi hình tại Victorville, California và đóng máy vào ngày 4 tháng 2 năm 2020. Phim được quay đen trắng bằng máy quay kỹ thuật số RED theo yêu cầu của Fincher, và việc này cũng lấy cảm hứng từ Gregg Toland, nhà quay phim của Citizen Kane. Charles Dance cho biết một phân cảnh với nhân vật Mankiewicz say xỉn đã phải quay đi quay lại tới hơn 100 lần, trong khi Amanda Seyfried nói rằng một trong những phân cảnh của cô phải mất hơn một tuần và tới 200 lần quay. Cuộc dạo chơi dưới ánh trăng giữa Mankiewicz và Davies được quay tại vườn hoa Huntington và một dinh thự tại Pasadena vào ban ngày, mặc dù phân cảnh này trong phim là ban đêm. Điều này đã được thực hiện nhờ sử dụng kỹ thuật cổ điển: quay phim ban ngày và chỉnh màu thành ban đêm.

### Hậu kỳ
Để thiết kế phần trang phục, nhà thiết kế phục trang Trish Summerville và nhà thiết kế sản xuất Donald Graham Burt đã sử dụng hai bộ lọc noir và đơn sắc trên iPhone để xem chúng trông như thế nào khi trở thành đen trắng. Bởi vì bộ phim được quay đen trắng và không được chuyển đổi sau đó, nghĩa là Summerville phải chọn ra những màu sắc phù hợp. Cô xem những bức ảnh từ những năm 1930 ở Hollywood để xem thời điểm đó người ta hay mặc gì.

### Âm nhạc
Hai cộng sự thường xuyên của Fincher là Trent Reznor và Atticus Ross đã đảm nhiệm phần soạn nhạc cho Mank. Từ bỏ phong cách nặng âm synth thông thường của họ, Reznor và Ross đã sử dụng các nhạc cụ từ những năm 1940 để thực hiện phần nhạc nền. Do những ảnh hưởng của đại dịch COVID-19, mỗi thành viên của dàn nhạc đã thu lại phần nhạc của họ cho các bản nhạc tại nhà riêng. Toàn bộ phần nhạc nền bao gồm các bài hát do Reznor và Ross biên soạn và biểu diễn, với 52 bản nhạc có tổng độ dài hơn một tiếng rưỡi. Ngoài ra còn có một phiên bản mở rộng dài hơn ba tiếng với 87 bản nhạc.

## Phát hành
Mank được công chiếu giới hạn tại một số rạp chiếu chọn lọc vào ngày 13 tháng 11 năm 2020 và được phát hành trực tuyến trên nền tảng Netflix vào ngày 4 tháng 12.

## Đánh giá chuyên môn
Trên hệ thống tổng hợp kết quả đánh giá Rotten Tomatoes, phim nhận được 82% lượng đồng thuận dựa theo 335 bài đánh giá, với điểm trung bình là 7,6/10. Các chuyên gia của trang web nhất trí rằng, "Với phần biên kịch sắc sảo cùng phần diễn xuất xuất sắc, Mank đã đồng hành cùng quá trình hậu trường của Citizen Kane để đưa một câu chuyện Hollywood cũ trở thành kinh điển theo đúng nghĩa đen." Trên trang Metacritic, phần phim đạt số điểm 79 trên 100, dựa trên 52 nhận xét, hầu hết là những lời khen ngợi.